# Свазиленд на зимних Олимпийских играх 1992
Свазиленд принимал участие в Зимних Олимпийских играх 1992 года в Альбертвиле (Франция) в первый раз за свою историю, но не завоевал ни одной медали. Страну представлял один горнолыжник.

## Горнолыжный спорт
Спортсменов — 1
Мужчины
| Спортсмен   | Вид               | 1 попытка      | 2 попытка | Всего   | Место |
| ----------- | ----------------- | -------------- | --------- | ------- | ----- |
| Кейт Фрэзер | Слалом            | не финишировал | не прошёл | -       | -     |
| Кейт Фрэзер | Гигантский слалом | 1.21,93        | 1.19,83   | 2.41,76 | 63    |
| Кейт Фрэзер | Супергигант       |                |           | 1.29,39 | 79    |